# David Christiansen
David Christiansen (* 6. Dezember 1976 in Würselen) ist ein deutscher Filmmusik-Komponist und Orchestrator.

## Leben
David Christiansen studierte evangelische Kirchenmusik an der Folkwang-Hochschule Essen und anschließend Filmmusik/Sounddesign an der Filmakademie Baden-Württemberg. 
Als Filmkomponist schreibt Christiansen Musik für TV & Kino-Produktionen. Als freiberuflicher Orchestrator und Produzent von Orchesteraufnahmen arbeitet Christiansen für internationale Videospiel- und Medienproduktionen.

## Komponist: Filmmusik
- 2006 Das Leuchten / Reverence
- 2007 Eine Frage der Farbe (arte)
- 2007 Dreammaker
- 2007 Das kleine Leben
- 2009 Alice und die Waldmenschen (ZDF)
- 2010 Mutterland
- 2012 BOSE Surround-Video "Journey in Time"
- 2014 Terra X - Mammuts Stars der Eiszeit (ZDF)
- 2015 Sommer der Eisbären / Eisbärsommer (Smithsonian Channel, WDR)
- 2016 Bach in Brazil
- 2017 The Python Code (ZDF)

## Komponist
- 2021 emotrain: Kraft der Emotionen (Training gegen Depressionen, Training als Einschlafhilfe für Kinder)

## Komponist: Additional Music
- 2013 Tour der France (TV2, Norway)
- 2013 The One Show (BBC)
- 2014 Four Weddings (Living)
- 2014 ATV Kosmos: Nationalpark Thayatal
- 2014 Berufsbild: Sportjournalist (SF1)
- 2014 Formel 1 (RTL)
- 2015 NASA: ORION - Trial by Fire
- 2015 Coca Cola Bayworld (South Africa)

## Produktionsmusik
- 2012 Positive Trailers @ IMAGEM London
- 2013 Action Thriller VI @ IMAGEM London
- 2013 Classical Trailers @ IMAGEM London
- 2013 Gift of Love @ DOS BRAINS Los Angeles
- 2014 Wildlife @ KLANGLOBBY Hamburg
- 2014 Microcosm @ KLANGLOBBY Hamburg
- 2017 Pressure @ RIPCUE Munich
- 2018 Deep Pressure @ RIPCUE Munich
- 2017 Orchestral Emotions  - Aspects of Love @ SONOTON Munich
- 2019 Family Adventure @ 1 REVOLUTION MUSIC Los Angeles
- 2020 Piano Beauties @ BLANKFRAME Berlin
- 2020 Pizzicato Strings @ KLANGLOBBY Hamburg
- 2020 Pressure 3 @ RIPCUE Munich

## Orchestrationen für Computerspiele
- 2008 Darksiders
- 2009 Anno 1404
- 2009 Die Siedler 7
- 2010 Alan Wake
- 2010 Toy Story 3
- 2010 Crysis 2
- 2010 Kinectimals
- 2011 Anno 2070
- 2011 Kinectimals Bears
- 2012 Kinect RUSH
- 2012 Risen 2: Dark Waters
- 2013 The Elder Scrolls Online
- 2013 RYSE: Son of Rome
- 2013 Angry Birds Star Wars II
- 2014 The Elder Scrolls Online Summerset
- 2015 Anno 2205
- 2015 The Witcher 3 - Wild Hunt
- 2015 Black Desert Online
- 2016 The Dwarves (Choir Arrangements)
- 2016 Batman: The Telltale Series
- 2017 Injustice 2
- 2017 Black Mirror
- 2017 The Elder Scrolls Online: Morrowind
- 2018 Age of Magic
- 2018 Black Desert
- 2018 mabinogi
- 2018 Tangle Tower
- 2018 Shadows: Awakening
- 2019 Anno 1800
- 2019 Marvel Super War
- 2019 The Elder Scrolls Online Elsweyr
- 2020 The Elder Scrolls Online Greymoor
- 2021 The Elder Scrolls Online Blackwood
- 2021 Age of Empires IV

## Orchestrationen für Filme
- 2009 Halo Legends
- 2011 Nina Undercover - Agentin mit Herz
- 2011 Bermuda-Triangle North Sea
- 2012 Die Jagd nach dem Bernsteinzimmer
- 2012 Hotel Desire
- 2013 Moshi-Monster: Der Film
- 2014 Maya the Bee Movie / Die Biene Maja - Der Film
- 2016 Petterson und Findus 2 - Das schönste Weihnachten überhaupt
- 2018 Liliane Susewind

## Orchestrationen für CD-Alben
- 2010 VAN CANTO - Tribe of Forces
- 2012 GREGORIAN - Epic Chants
- 2012 STIMMING - November Morning